# Ammatucha piti
Ammatucha piti är en fjärilsart som beskrevs av Ulrich Roesler 1983. Ammatucha piti ingår i släktet Ammatucha och familjen mott. Inga underarter finns listade i Catalogue of Life.